# پیوتروویتس (استان اشوی‌داشکسیه)
پیوتروویتس (به لهستانی: Piotrowiec) یک منطقهٔ مسکونی در لهستان است که در گمینا ووپوشنو واقع شده‌است. پیوتروویتس ۴۴۶ نفر جمعیت دارد.